# Cabra Figa
Cabra Figa é uma aldeia localizada nas freguesias de Rio de Mouro, Município de Sintra e São Domingos de Rana, Município de Cascais.